# Croix de chemin de Feillens
La croix de chemin de Feillens est une croix de chemin située à Feillens, village de l'Ain, en France.

## Présentation
La croix de chemin, datant du XVIe siècle est située dans le département français de l'Ain, sur la commune de Feillens. 
À noter qu'elle n'est pas située à son emplacement initial  : elle a en effet été déplacée par deux fois ; une première fois pour être placée sur le parvis d'une chapelle des environs puis plus récemment, après sa restauration, à proximité de la chapelle.
L'édifice est classé au titre des monuments historiques en 1927.

## Description

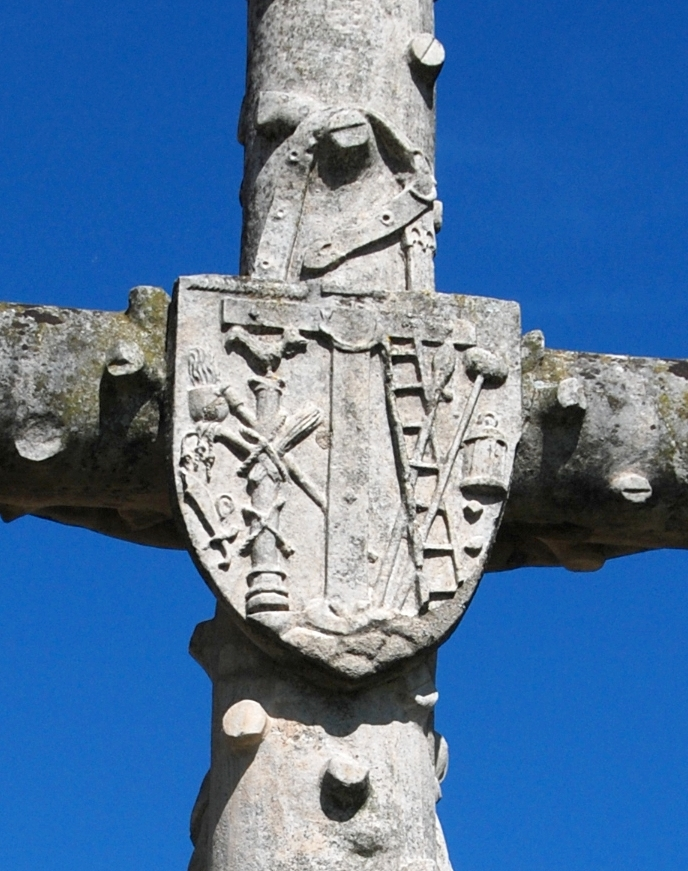
Détails du dos de la croix.

Le fût et les branches de la croix présentent des nœuds représentant ceux d'un arbre. Au sommet de la croix se dresse un pélican (qui a perdu sa tête) nourrissant ses deux petits de sa propre chair. Le pélican est utilisé ici comme symbole eucharistique. Au dos de la croix est représentée, dans un blason suspendu par une ceinture, une autre petite croix. Celle-ci inclut sur un de ses côtés plusieurs outils de la Passion du Christ : une  lance, une échelle, une éponge et une lanterne ; sur l'autre face, sont représentés un cimeterre, un fouet, une torche, et une colonne surmontée d'un animal (un coq ?).